# Apple Maps
Apple Maps és un servei de mapes proporcionat per Apple Inc als dispositius amb iOS, incloent l'iPhone i l'iPad. Va ser introduït al setembre de 2012 en tots els dispositius nous i amb totes les actualitzacions del sistema com a reemplaçament del Google Maps.

## Errades greus
Després del seu llançament, els usuaris van trobar errades greus al programari per a una varietat de raons:
- Errors greus sobre la ubicació incorrecta de certs llocs. Per exemple: "situava l'Alhambra a Granollers".[1]
- L'aplicació també ha estat criticada per la seva falta de certes característiques que figuren a "Google Maps", com Street View i les directrius de ruta per anar a un lloc.